# دی‌برموکلرومتان
دی‌برموکلرومتان (به انگلیسی: Dibromochloromethane) با فرمول شیمیایی CHBr۲Cl یک ترکیب شیمیایی با شناسه پاب‌کم ۳۱۲۹۶ است. که جرم مولی آن 208.28 g/mol می‌باشد. شکل ظاهری این ترکیب، مایع بی رنگ تا زرد است.